# Wilhelm Homberg
Wilhelm Homberg (* 8. Januar 1652 in Batavia, heute Jakarta; † 24. September 1715 in Paris) war ein deutscher Naturforscher.

## Leben
Aus einer Quedlinburger Familie stammend, kam Homberg als Jugendlicher nach Europa und studierte Rechtswissenschaft in Jena und Leipzig. 1674 ließ er sich als Advokat in Magdeburg nieder, beschäftigte sich mit Botanik, Astronomie und Physik und gab schließlich seinen Beruf auf, um Studienreisen durch Italien, Frankreich, Holland und England zu unternehmen. Nach Quedlinburg zurückgekehrt, wurde er 1676 an der Universität Wittenberg zum Dr. med. promoviert, bereiste Deutschland und Skandinavien und besuchte Bergwerke in Sachsen, Böhmen, Ungarn und Schweden. Homberg wurde in Stockholm Ratgeber des königlichen Leibarztes Urban Hjaerne und folgte 1682 dem Angebot Colberts, sich in Frankreich niederzulassen. Seit 1685 unterhielt er für einige Jahre eine erfolgreiche Praxis in Rom, galt nach seiner Rückkehr nach Paris als einer der bedeutendsten Gelehrten seiner Zeit, bereicherter die Arzneimittellehre seiner 
Zeit, etwa durch Entdeckung des „Hombergschen Phosphors“ (Chlorcalcium) und der Borsäure, und wurde 1691 in die Académie Royale des Sciences aufgenommen. Homberg trat 1702 in die Dienste Herzog Philipps II. von Orléans und wurde 1705 dessen Leibarzt und einer der drei die Chemie vertretenden Pensionnaires der Académie Royale des Sciences. Er publizierte in den "Mémoires" der Académie Beiträge zur Botanik, Zoologie, Medizin, Physik und Chemie sowie allgemeine Betrachtungen in seinen Essais de Chimie (1702–1709).